# 名越時正
名越 時正（なごや ときまさ、1915年（大正4年）1月 - 2005年（平成17年）10月11日）は、日本の近世思想研究者。専門は水戸学（徳川光圀の唱えた日本学）。彰考館総裁の名越克敏（南渓）の子孫である名越時孝（漠然）の孫であり、父は名越時中（陸軍少将）。
東京帝国大学で平泉澄に学び、その高弟として知られている。水戸市文化財審議会委員・茨城県文化財審議会委員。水戸史学会会長。日本学協会の設立準備委員会の理事。

## 略年譜
- 1915年（大正4年）、誕生。
- 1939年（昭和14年）、東京帝国大学文学部国史学科卒業。
- 1939年（昭和14年）、東京帝国大学文学部国史学科副手。（この間、現役入隊約3年）
- 1944年（昭和19年）、東京帝国大学文学部助手。
- 1945年（昭和20年）、応召。
- 1946年（昭和21年）- 1973年（昭和48年）、茨城県立水戸第一高等学校(旧制水戸中学校)教諭。
- 1973年（昭和48年）- 1975年（昭和50年）、茨城県立水戸第一高等学校教頭。
- 1974年（昭和49年）、水戸史学会設立（会長は茨城県初代教育長の西野正吉）。理事・事務局長。
- 1975年（昭和50年）- 1982年（昭和57年）、茨城女子短期大学講師。
- 1979年（昭和54年）、水戸史学会会長。
- 2005年（平成17年）、逝去。

## 著書
- 『水戸光圀』「日本人のための国史叢書13」日本教文社 昭和41年2月、改訂版昭和47年
- 『水戸学の道統』鶴屋書店 昭和46年8月／錦正社 令和4年 水戸史学会編
- 『水戸藩弘道館とその教育』茨城県教師会叢書2 茨城県教師会 昭和47年5月
- 『水戸学の研究』神道史学会叢書9 神道史学会 昭和50年5月。「水戸学集成6」所収 国書刊行会 平成9年12月
- 『日本学入門・その形成と展開』 真世界社 昭和54年4月
- 『水府の至願』茨城県教師会叢書4 茨城県教師会 昭和56年7月
- 『水戸光圀とその余光』水戸史学選書 錦正社 昭和60年5月
- 『新版・水戸光圀』水戸史学選書 錦正社 昭和61年7月
- 『水戸学の達成と展開』水戸史学選書 錦正社 平成4年7月
- 『彰往考来』水戸史学会創立20年記念・名越時正会長大会研修会挨拶抄集 平成5年7月
- 『水戸の日本学』正・続・続々、水戸史学会 平成8年-平成13年

## 編書・監修
- 『水戸史学先賢伝』水戸史学選書 錦正社 昭和59年7月
- 『会沢正志斎文稿』 国書刊行会 平成14年9月